# كلية روز - هولمان للتقانة
كلية روز - هولمان للتقانة وتُعرف أيضًا في مصادر أخرى باسم معهد روز هولمان للتكنولوجيا (RHIT) هو جامعة خاصة متخصصة في الهندسة والرياضيات والعلوم ويقع مقرها في تير هوت بولاية إنديانا.

## التاريخ

### التأسيس

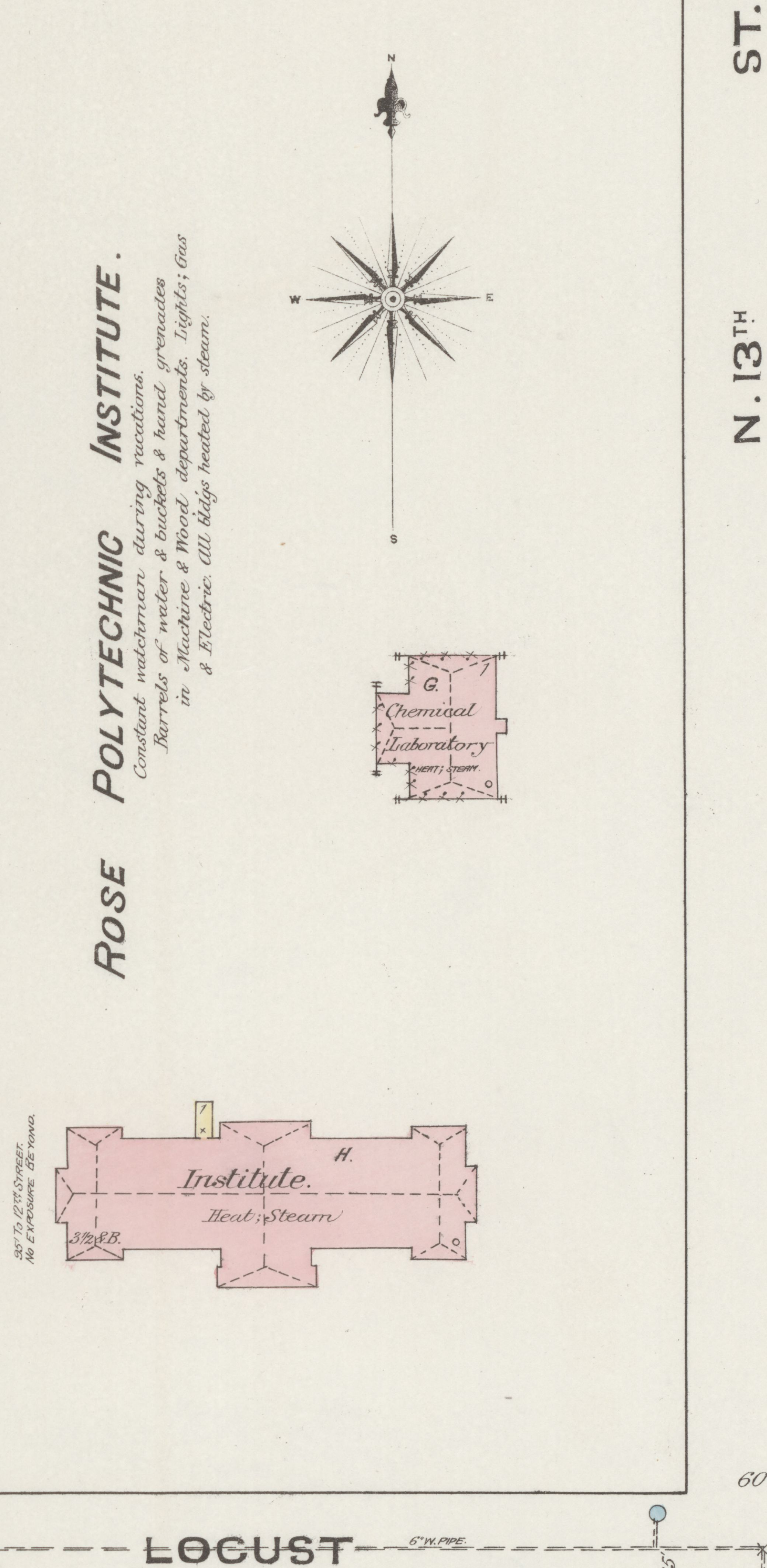
معهد روز بوليتكنيك في عام 1886

أنشأ المؤسس تشونسي روز، مع تسعة أصدقاء، مدرسة تير هوت (بالإنجليزية: Terre Haute)‏ للعلوم الصناعية في عام 1874 لتوفير التدريب الفني بعد مواجهة صعوبات في توافر المهندسين المحليين أثناء إنشاء خطوط السكك الحديدية الخاصة به. تبرع السيد روز بالأرض في شارع 13 وشارع الجراد وبمعظم الأموال اللازمة لبدء المدرسة الجديدة. بعد مرور عام، تم وضع حجر الأساس للمؤسسة الجديدة وتم تغيير الاسم إلى معهد روز بوليتكنيك على الرغم من اعتراضات رئيس مجلس الإدارة والمستفيد الرئيسي السيد روز. كان الحرم الجامعي الأصلي عبارة عن مبنى واحد، بدون مهاجع أو مرافق ترفيهية.
دخل الفصل الأول المكون من 48 طالبًا في عام 1883، تم اختيارهم من بين 58 متقدمًا. من بين 48 طالبًا، كانوا جميعًا من الذكور، و 37 طالبًا من إنديانا. اختار جميع الطلاب، باستثناء أربعة، التخصص في الهندسة الميكانيكية مع تخصص الهندسة المدنية والكيمياء في التخصصات الأخرى الوحيدة. ما يقرب من نصف الطلاب الأصليين تركوا دراستهم في النهاية قبل التخرج لعدة أسباب، بما في ذلك الدرجات أو السلوك السيئ. كان الرئيس الأول تشارلز أو. طومسون، الذي صمم تعليم روز بولي على غرار المؤسسات الشرقية. وهكذا تأسست روز بولي كأول كلية هندسة خاصة غرب الأليغين. خلال السنوات الأولى من المدرسة، كان المال مصدر قلق كبير. وافق العديد من أعضاء هيئة التدريس والموظفين على تخفيض رواتبهم للبقاء في المؤسسة. في عام 1889 منحت المدرسة ما تعتبره أول درجة هندسة كيميائية في البلاد. في عام 1897 تم تعيين جون ب. بيدل أستاذًا لتصميم الماكينات، حيث خدم حتى عام 1933. في عام 1910 نشر كتاب «بناء المخططات الرسومية»، وهو أول كتاب باللغة الإنجليزية يعالج فن التمثيل الرسومي.

### النقل
في عام 1917، انتقلت المدرسة، بعد أن نمت لتضم أكثر من 300 طالب، من شارع 13 وشارع لوكست إلى موقع جديد يتكون من 123 أكر (0.50 كـم2) من الأراضي الزراعية شرقي البلدة، تبرعت به عائلة هولمان في منطقة تير هوت. تم استخدام الموقع القديم باستمرار من قبل منطقة مدارس مقاطعة فيجو من عام 1922 إلى عام 2013 ؛ اعتبارًا من عام 2020، يحتل تير هوت بويز وجيرلز كلوب الموقع. تم وضع حجر الأساس للحرم الجامعي الجديد في عام 1922. يتكون الحرم الجامعي الجديد من مبنى أكاديمي (يُعرف الآن باسم مونيش هال) وأول سكن للمعهد، وهو ديمينغ هال، وكلاهما لا يزال قيد الاستخدام حتى اليوم.
تألفت الحياة المبكرة في روز من الأخويات الاجتماعية، وألعاب القوى، وأحيانًا «الجنك العالي». وقد اشتملت إحدى ألعاب «الجنك العالية» الشهيرة على دعوة طلاب السنة الثانية لصف الطلاب الجدد إلى لعبة بيسبول، ولكن طُلب منهم «ترك أنابيبهم مع الممرضة». كان الطلاب الجدد ينتجون الأنابيب في وقت محدد ويتبع ذلك شجار.

### سنوات الحرب
خلال الحرب العالمية الأولى، دربت روز بولي الطلاب في موضوعات تقنية مثل صيانة المركبات وأنشأت وحدة مهندس تدريب ضباط الاحتياط الذين أصبحوا فيما بعد برنامج تدريب ضباط الاحتياط التابع لجيش كتيبة واباش. خلال الحرب العالمية الثانية، تم استبدال وحدة تدريب ضباط الاحتياط (ROTC) بوحدة تدريب متخصصة بالجيش ويمكن للطلاب الدخول والتخرج بعد كل ربع سنة لدعم المجهود الحربي. استمر جدول التسجيل هذا خلال سنوات ما بعد الحرب حتى عام 1951. تم وضع دبابة خلف الجوانب الشمالية لقاعة ميونيش هال وميرز هال كتذكير بمساهمات روز بولي في الحرب، ولكن تم نقلها مؤخرًا من الحرم الجامعي لأسباب غير معروفة.

### من الستينيات إلى السبعينيات
تقديراً لمساهمات عائلة هولمان الكبيرة والدعم المالي المستمر، تم تغيير اسم روز بوليتكنيك إلى معهد روز هولمان للتكنولوجيا في عام 1971. خلال الستينيات والسبعينيات من القرن الماضي، تسارعت وتيرة النمو في عهد الرئيس جون أ. لوجان. تم بناء خمس قاعات سكنية جديدة واتحاد طلابي جديد ومكتبة ومركز ترفيه للطلاب بين عامي 1963 و 1976. تم طلب الإذن واستلامه لزيادة عدد الطلاب إلى 1000.
تم تأسيس ونشر مجلة التشفير الفصلية كريبتولوجيا (بالإنجليزية: Cryptologia)‏ في معهد روز هولمان للتكنولوجيا من عام 1977 إلى عام 1995، وفي ذلك الوقت تم نقلها، إلى الأكاديمية العسكرية للولايات المتحدة.

### من التسعينيات فصاعدًا
بالنسبة لمعظم تاريخها، كانت روز هولمان مؤسسة للرجال فقط. تم التصويت على أن تصبح مختلطة في عام 1991، مع بدء أول طالبات بدوام كامل في عام 1995. في عام 1995 أيضًا، طلبت الكلية من جميع الطلاب الجدد شراء أجهزة كمبيوتر محمولة، لتصبح واحدة من أوائل المدارس التي تقوم بذلك. 
في العقد الذي تلا عام 1995، كان نمو روز هولمان مدعومًا بحملة جمع تبرعات كبيرة تسمى «الرؤية لتكون الأفضل». في الأصل كانت حملة 100 مليون دولار على مدى عشر سنوات، حققت هدفها في نصف الوقت. تم تمديد الهدف إلى 200 مليون دولار، وبحلول نهاية الحملة في يونيو 2004، تم جمع أكثر من 250 مليون دولار. في عام 2002، تم افتتاح هاتفيلد هول، وهو مسرح حديث ومركز للخريجين. قبل خمس سنوات، تم استبدال شوك فيلد هاوس (بالإنجليزية: Shook Field House)‏ بمركز الرياضة والترفيه بقيمة 20 مليون دولار، وهو سبب رئيسي لاستخدام إنديانابوليس كولتس من الرابطة الوطنية لكرة القدم في الحرم الجامعي لمعسكر التدريب الصيفي الخاص بهم من 1999-2010.
بعد تقاعد رئيس المعهد عام 2004 صمويل هولبرت، الذي قاد المدرسة منذ عام 1976، واجهت الكلية أزمة في القيادة. بعد فترة وجيزة من وصول جون ج. ميدجلي كرئيس جديد، بدأت الشائعات عن الصراع بين ميدجلي والإدارة في الانتشار. ونظم الطلاب، بعضهم يرتدي قمصانًا تحمل شعار "Hit the Road Jack"، مسيرة للمطالبة باستقالة ميدجلي. استقال ميدجلي من منصب رئيس المعهد في 11 يونيو 2005، بعد أقل من عام من رئاسته، بعد موافقة هيئة التدريس، والموظفين والرابطة الطلابية الحكومية على التصويت بحجب الثقة. خلال العام الدراسي التالي، عمل روبرت برايت، رئيس مجلس الأمناء، كرئيس تنفيذي مؤقت.
في مؤتمر صحفي في 17 مارس 2006، عين برايت جيرالد جاكوبوفسكي، نائب الرئيس وأستاذ الهندسة في جامعة ولاية أريزونا، كرئيس ثالث عشر للمعهد. تولى جاكوبوفسكي زمام الأمور اعتبارًا من 1 يوليو 2006. في 23 فبراير 2009، أعلن جاكوبوفسكي أنه سيستقيل من منصب الرئيس، اعتبارًا من 30 يونيو.
في 11 يونيو 2009، أعلنت الكلية أن مجلس الأمناء قد انتخب مات برانام ليكون الرئيس المؤقت. في 4 ديسمبر 2009، انتخب مجلس الإدارة برانام رئيسًا دائمًا. في أبريل 2012، أصيب برانام بنوبة قلبية وتم نقله إلى المستشفى حيث توفي بعد ذلك بوقت قصير. بعد ذلك، اختار مجلس الوزراء روبرت أ. كونز كرئيس مؤقت للمعهد.
في 4 مارس 2013، عين مجلس أمناء روز هولمان جيمس سي كونويل في منصب الرئيس الخامس عشر للمعهد اعتبارًا من 1 مايو 2013.
في عام 2017، استحوذت المدرسة على 4.5 كيلومتر مربع (1.7 ميل2) من المنزل السابق لماري هولمان جورج.
في 7 نوفمبر 2018، أعلنت المدرسة استقالة رئيسها جيمس سي كونويل وعينت نائب الرئيس الأول روب كونز للعمل كرئيس بالإنابة.

منظر لقاعة بيركوبو (يسار) وكنيسة وايت.

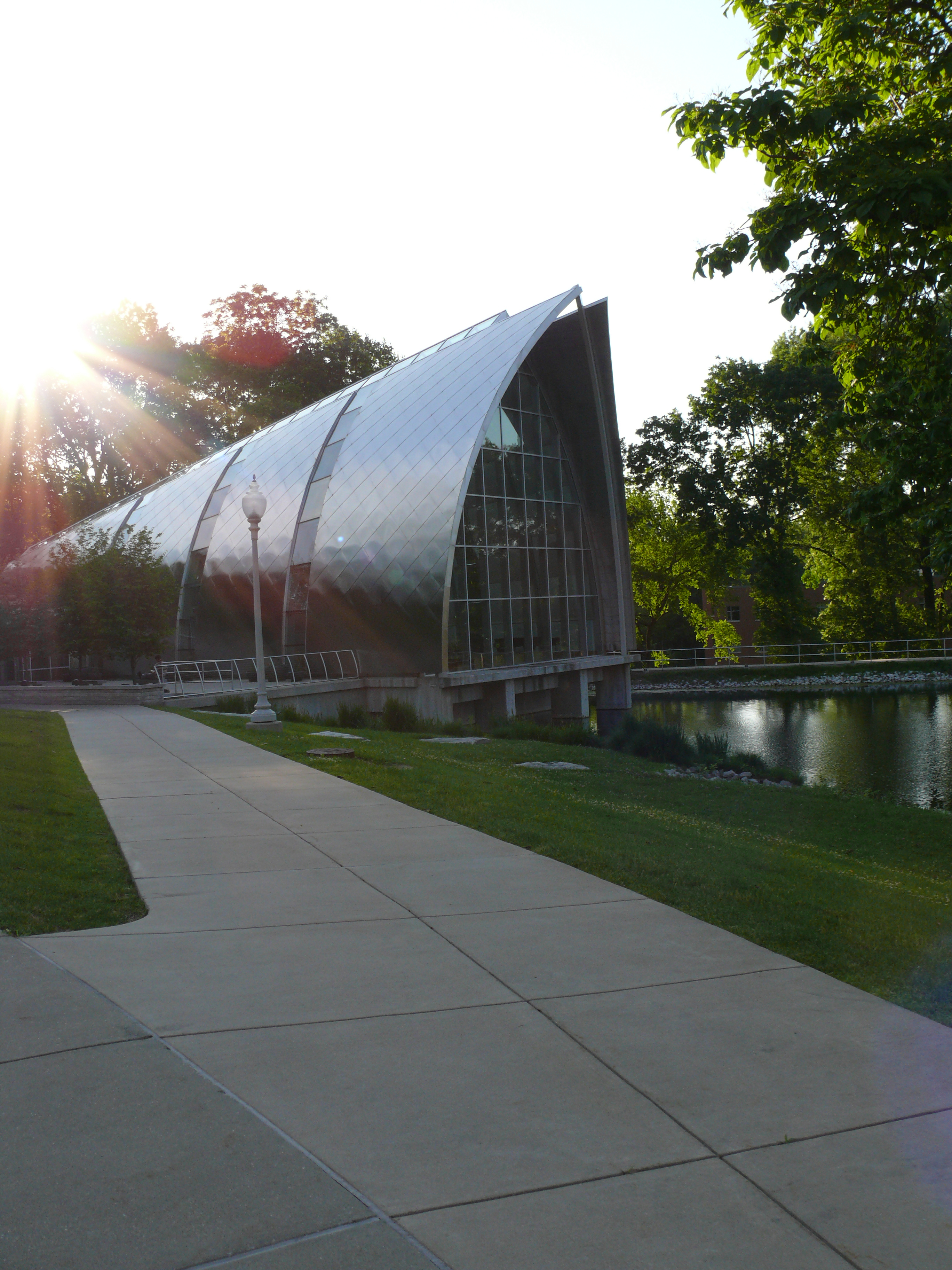
وايت تشابل في روز هولمان.

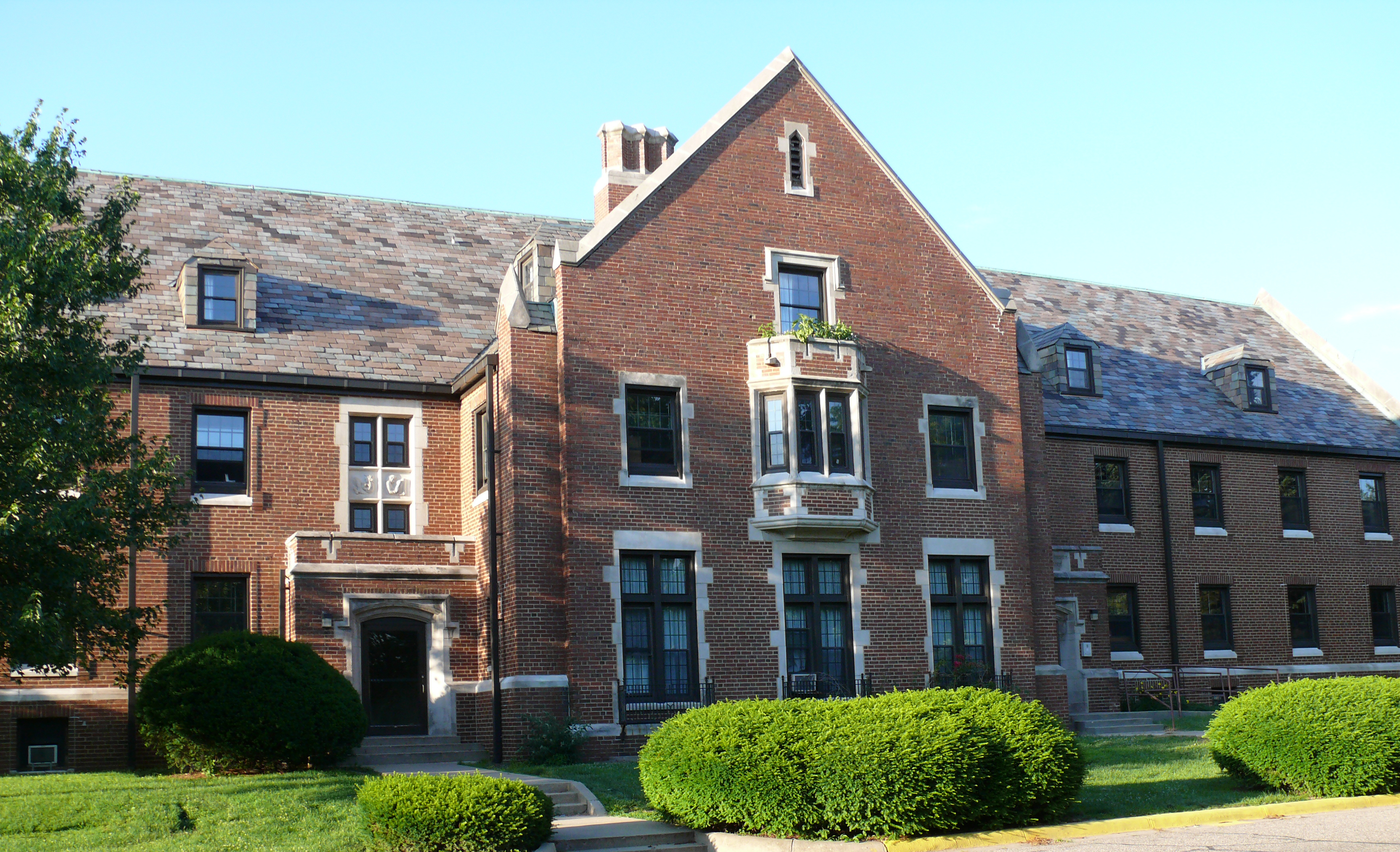
دمينغ هول.

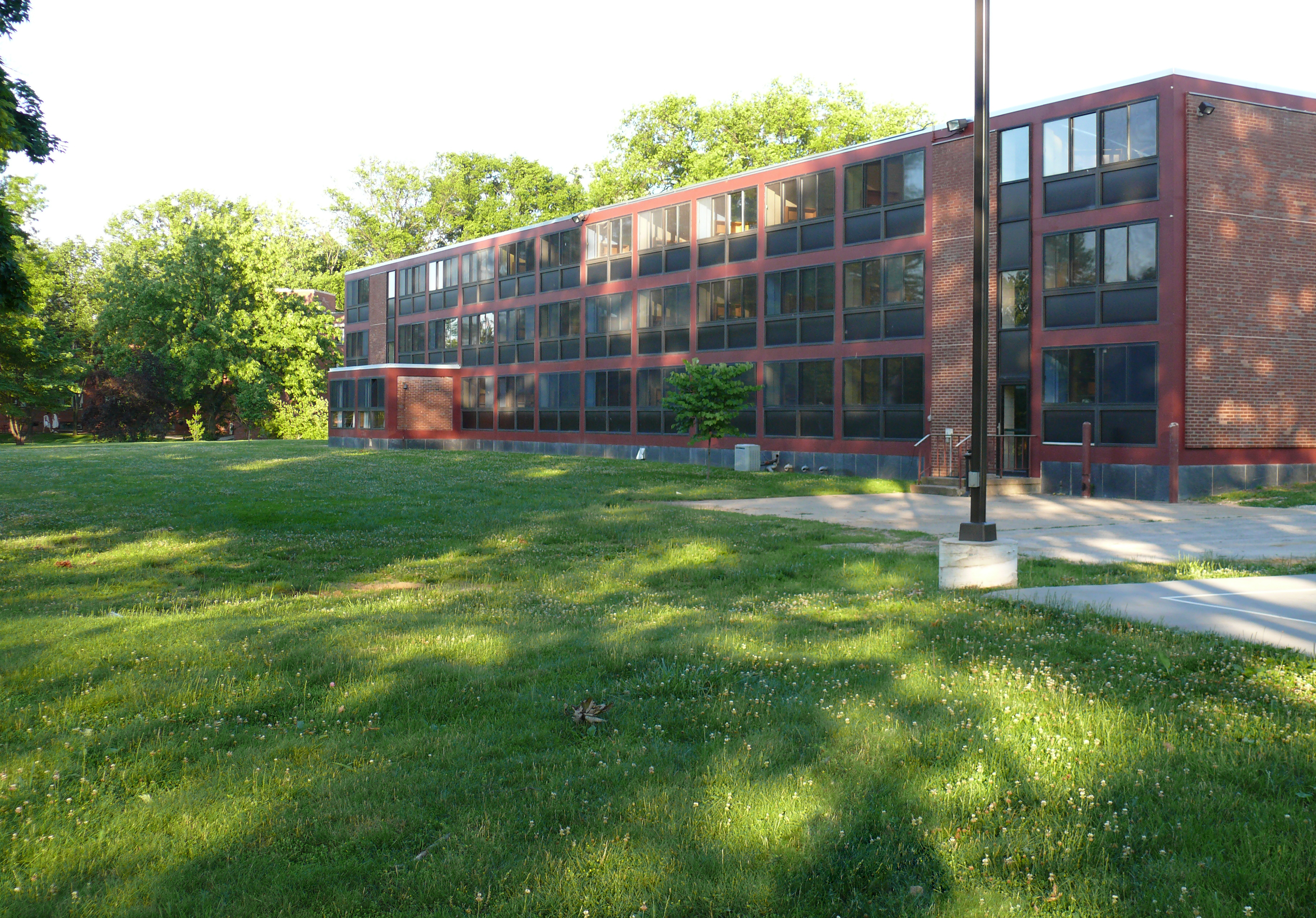
حديقة السرعة خلف صالة السرعة.

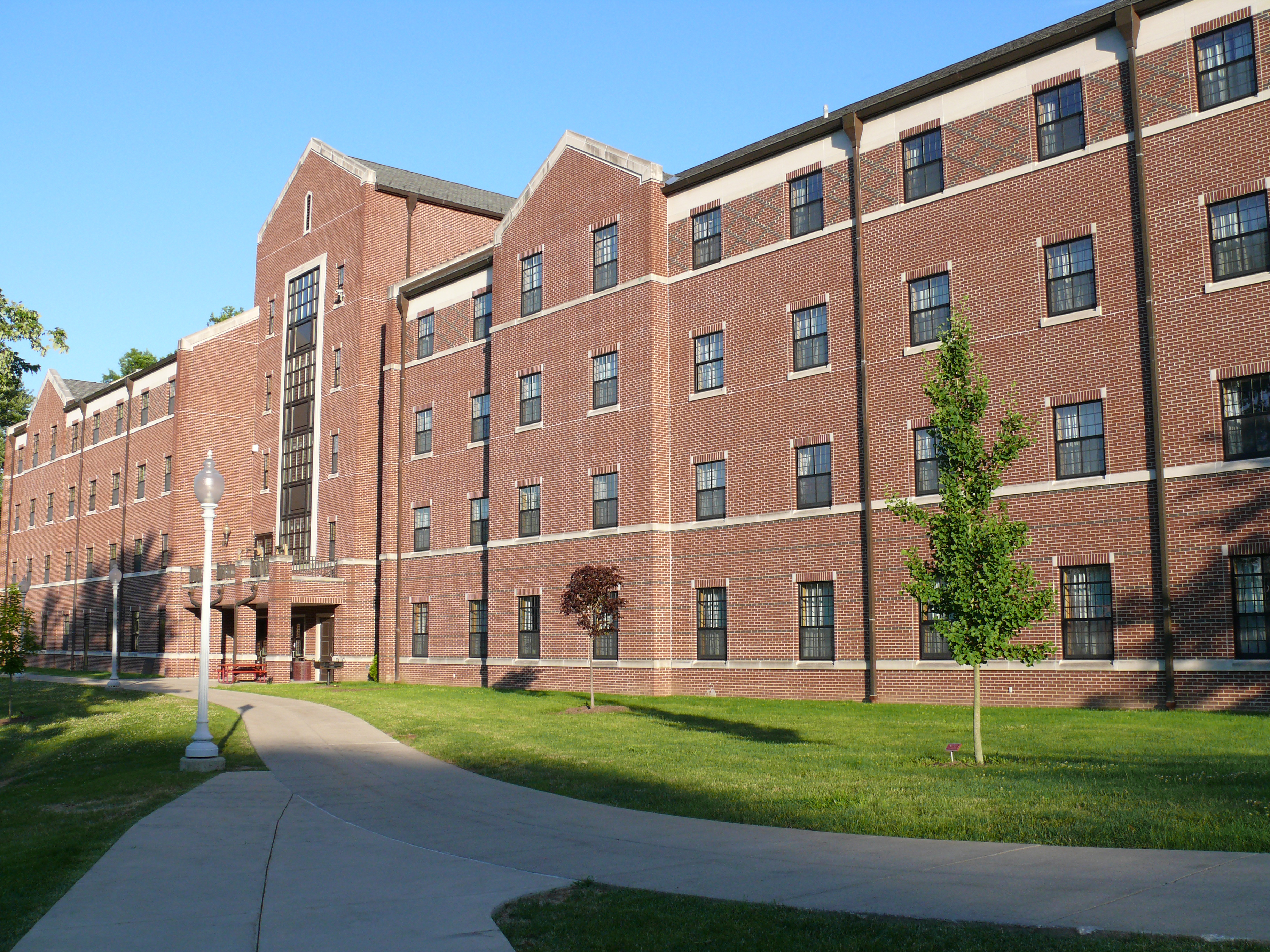
قاعة بيركوبو (منظر خلفي).

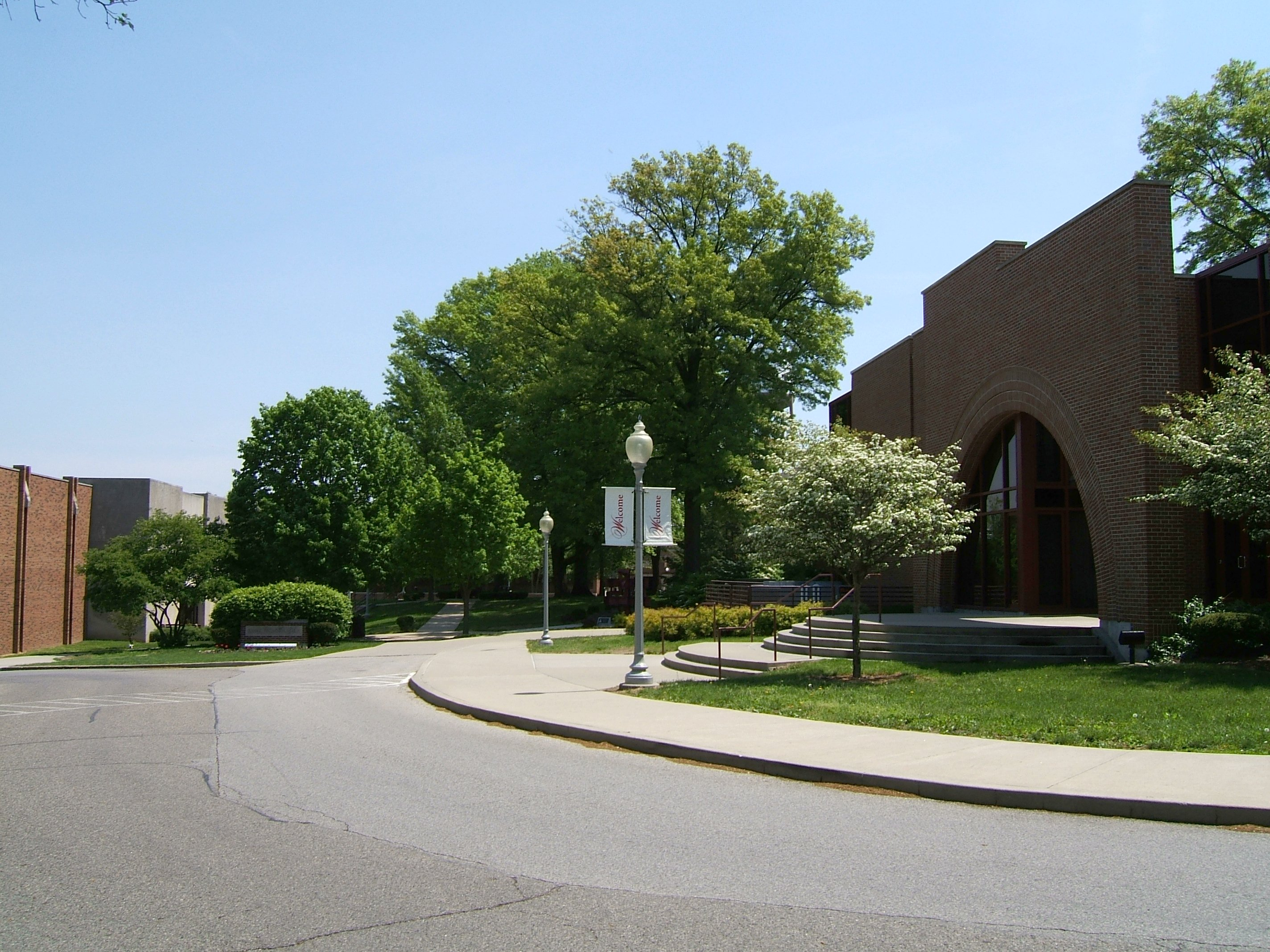
الجذر الرباعي، مكتبة لوغان (يسار) وأولين هول (يمين).

## أكاديميون
المناهج الدراسية في معهد روز هولمان للتكنولوجيا تركز على الهندسة والعلوم الطبيعية. ينصب التركيز الأساسي للمدرسة على التعليم الجامعي، على الرغم من وجود برنامج دراسات عليا صغير لطلاب درجة الماجستير. لا توجد برامج الدكتوراه. اعتبارًا من عام 2021، كان لدى روز هولمان 189 عضوًا من أعضاء هيئة التدريس، 99 ٪ منهم حاصل على درجة الدكتوراه. نسبة الطلاب إلى أعضاء هيئة التدريس الحالية هي 10: 1. يظل القبول في المعهد تنافسيًا نظرًا لفئة القبول التي تختارها ذاتيًا ومشاركة المتقدمين مع جامعة بوردو وجامعات كبرى أخرى. في عام 2020، التحق 547 طالبًا جديدًا من بين 4376 متقدمًا. تعمل المدرسة حاليًا في ثلاثة فصول أكاديمية بالإضافة إلى جلسة صيفية اختيارية.
روز هولمان عضو في اتحاد الكليات بغرب إنديانا. تسمح هذه العضوية للطلاب الذين يعملون بدوام كامل في مؤسستهم المحلية بأخذ دروس في المؤسسات الأعضاء الأخرى في جامعة ولاية إنديانا وكلية سانت ماري أوف ذا وودز.

### الاعتماد الأكاديمي
تم اعتماد روز هولمان إقليمياً من قبل لجنة التعليم العالي منذ عام 1916، مع إعادة تأكيد الاعتماد الأخير في عام الاعتماد 2014-2015. تم اعتماد برامج الهندسة الطبية الحيوية والهندسة الكيميائية والهندسة المدنية وهندسة الكمبيوتر وعلوم الكمبيوتر والهندسة الكهربائية والفيزياء الهندسية والهندسة الميكانيكية والهندسة البصرية وهندسة البرمجيات من قبل مجلس الاعتماد للهندسة والتكنولوجيا (ABET).
بالإضافة إلى العضوية المؤسسية في الجمعية الأمريكية للتعليم الهندسي، فإن المعهد هو أيضًا عضو في رابطة الجامعات التكنولوجية المستقلة، وهي مجموعة تم تشكيلها لتعزيز مصالح كليات الهندسة الخاصة.

### الترتيب والسمعة
اعتبارًا من عام 2021، تم تصنيف المعهد في المرتبة الأولى بين كليات الهندسة التي لا تقدم درجة الدكتوراه من قبل يو إس نيوز آند وورد ريبورت (بالإنجليزية: US News & World Report)‏ لمدة 23 عامًا متتالية. تم أيضًا تصنيف كل برنامج فردي تم تقييمه في المرتبة الأولى منذ أن نشرت المجلة التصنيف الفردي. هذه البرامج هي برامج الهندسة الكيميائية والمدنية والحاسوبية والكهربائية والميكانيكية والطبية الحيوية (تلقت برامج الهندسة الطبية الحيوية تقييمًا فقط في تصنيفات 2015).

## الحياة الطلابية
تميل هيئة الطلاب إلى أن تأتي في الغالب من الغرب الأوسط للولايات المتحدة، على الرغم من أن المدرسة اكتسبت مكانة بارزة فقد اجتذبت تدريجيًا مجموعة من المتقدمين أكثر تنوعًا جغرافيًا وعرقيًا. ينحدر 39٪ من الطلاب من ولاية إنديانا مع وجود أعداد كبيرة من الطلاب من ولايات إلينوي وأوهايو وميتشيغان ومينيسوتا المجاورة.
المدرسة لديها العديد من فرق المنافسة التي تعمل خارج مركز برانام للابتكار. يتنافسون في سلسلة جماعية مثل فورميلا سا وشيل إيكو-ماراثون وتحدي المركبات التي تعمل بالطاقة البشرية وAIAA Design / Build / Fly ومشروع Chem-E-Car والعديد من مسابقات الروبوتات الأخرى.
هناك ثماني أخويات اجتماعية وثلاث جمعيات نسوية اجتماعية، وبعضها له منازل في الحرم الجامعي. الأخويات هم: Alpha Tau Omega وDelta Sigma Phi وLambda Chi Alpha وPhi Gamma Delta وPi Kappa Alpha وSigma Nu وTheta Xi وTriangle. الجمعيات النسائية هي دلتا دلتا، تشي أوميغا، وألفا أوميكرون باي. اعتبارًا من عام 2003، كان ما يقرب من 69 ٪ من الطلاب أعضاء في المنظمات الاجتماعية اليونانية.
يقدم الخط الساخن الواجبات المنزلية مساعدة مجانية والدروس الخصوصية إلى إنديانا المدارس المتوسطة وطلاب المدارس الثانوية. بدأ البرنامج في عام 1991 بتمويل من مؤسسة ليلي أندومنت إنكوايرر (بالإنجليزية: Lilly Endowment، Inc)‏، ومعهد روز هولمان للتكنولوجيا.
تعمل شركة روز هولمان كمصدر للتدريب وفرص العمل مع الشركات الناشئة والشركات الراسخة من جميع الأحجام للطلاب والخريجين من Rose. تأسست شركة روز هولمان في عام 1999 بمنحة قدرها 30 مليون دولار من مؤسسة ليلي أوندوسمنت وتلقت منحة متابعة بقيمة 24.9 مليون دولار في عام 2002.

## ألعاب القوى
تسمى الفرق الرياضية للفريق «مهندسي روز هولمان المقاتلين».

## وسائط
تخدم المدرسة صحيفة ذا روز ثورن (بالإنجليزية: The Rose Thorn)‏ التي يمولها الطلاب بشكل مستقل وتركز على أخبار الحرم الجامعي.
لدى روز هولمان نادي راديو هواة، نادي راديو روز تيك (رمز النداء)، الذي يحتفظ بمحطة مخصصة داخل الحرم الجامعي.
ينتج نادي روز هولمان السينمائي أفلامًا قصيرة موجهة للطلاب. كانت محطة راديو الحرم الجامعي هي WMHD-FM 90.7 FM، «سعدان». المحطة أصلا إذاعة مع جهاز إرسال قوة منخفضة للغاية وهوائي يقع في الحرم الجامعي، ولكن تعمل في وقت لاحق مع خارج الموقع الارسال في 1400 واط. كانت مرافق الاستوديو الخاصة بالمحطة في الطابق السفلي من قاعة إقامة BSB. تم تشغيل المحطة بالكامل بواسطة متطوعين من الطلاب، ويختار جميع فرسان القرص التنسيق وقوائم التشغيل الخاصة بهم. في أغسطس 2014، تم بيع المحطة إلى جامعة ولاية إنديانا.

## الخريجين البارزين
- كيرتس هوتنهاور 2000، أستاذ في كلية هارفارد تي إتش تشان للصحة العامة.
- تيم سيندريك 1990 (الهندسة الميكانيكية)، رئيس بينسك راسينغ.[41]
- برزيلا دبليو كلارك، الحاكم السادس عشر لأيداهو.[42]
- إرنست ر. ديفيدسون 1958، الحائز على الميدالية الوطنية للعلوم
- لورانس جياكوليتو 1938، رائد الترانزستور
- مارشال جولدسميث 1970، مستشار إداري معروف
- جون هوستيتلر 1983، عضو الكونجرس الأمريكي السابق من ولاية إنديانا
- دون لينكولن 1986، فيزيائي الجسيمات
- كريس ماك 1982، خبير في الطباعة الحجرية
- آرت نيف 1914، إبريق دوري البيسبول
- آبي سيلفرشتاين 1929، مهندس طيران، ومدير مركز ناسا، وحائز على ميدالية غوغنهايم
- مات روي طومسون 1890-1891، مهندس مدني وباني قلعة سكوتي.
- جيم أومبلبي 1980، كاتربيلر، إنك. الرئيس التنفيذي اعتبارًا من يناير 2017.
- برنارد فوندرشميت 1944، المؤسس المشارك لشركة زايلنيكس
- روبرت ل. ويلكنز 1986، قاضي، محكمة مقاطعة الولايات المتحدة لمقاطعة كولومبيا.[43]
- مايكل أ مسلم 1980 الفصل. المهندس إدواردز الرئيس التنفيذي لعلوم الحياة
- نايلز نوبلت أحد مؤسسي بيوميت (الآن زيمّر بيوميت)

## روابط خارجية
- الموقع الرسمي